# 완도 수향사 목조관음보살좌상
완도 수향사 목조관음보살좌상(莞島 修香寺 木造觀音菩薩坐像)은 대한민국 전라남도 완도군 고금면 수향사 요사체 내에 있는 조선시대의 불상이다. 2015년 8월 6일 전라남도의 유형문화재 제319호로 지정되었다.

## 지정 사유
자비로써 중생을 구제하는 보살이 관음이다. 이 보살상은 원래 광주 장안사에 있었으나 사찰의 주지스님이 입적하고 폐사되자, 수향사로 옮겨 모시고 있다고 한다. 조선후기(18세기경) 조성된 목조 보살상으로, 세부 형식과 수준이 높고, 정제된 조각상으로 18세기 보살상을 살펴보는데 큰 도움이 된다.

## 참고 문헌
- 완도 수향사 목조관음보살좌상 - 국가유산청 국가유산포털